# Квик-каплер
Квик-каплер, от англ. quick coupler, — это элемент соединения различных частей строительного оборудования, позволяющее произвести быстрое снятие (установку) навесного оборудования.

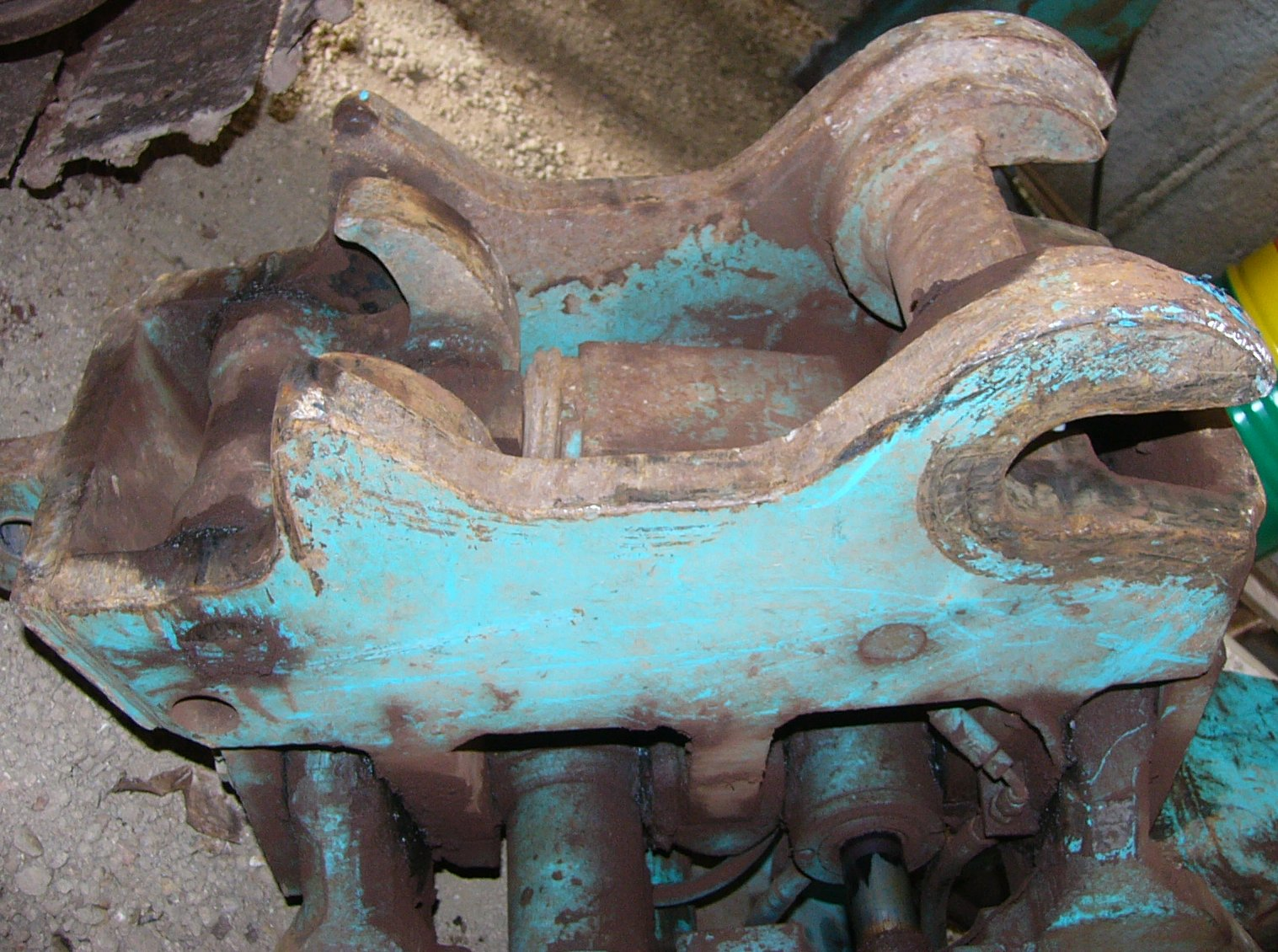
Автоматический квик-каплер в открытом положении, которое позволяет установить или снять навесное орудие.

Один из видов быстроразъемного соединения.
Применяются во время оперативной замены одного устройства на другое. Благодаря их использованию можно легко установить ковш, разрыхлитель, гидромолот и другое навесное оборудование для погрузчиков, экскаваторов и т.д. Все эти операции может выполнять один оператор, благодаря чему экономятся средства и время.

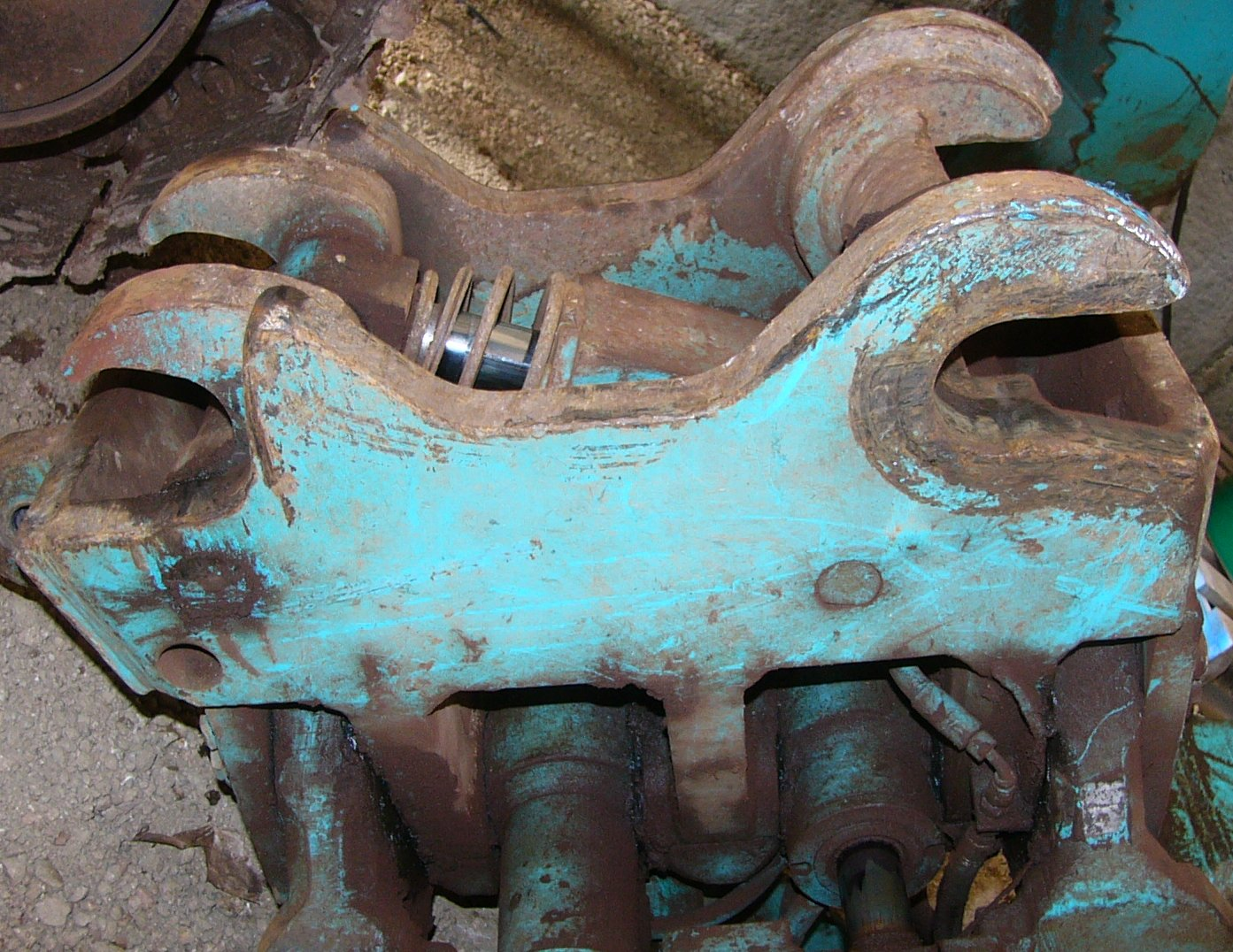
Автоматический квик-каплер в закрытом положении. Обратите внимание на большую пружину, которая помогает предотвратить случайное отделение навесного оборудования.

## Классификация
- механические
Соединение происходит с помощью стяжного болта, который разжимает и фиксирует петли на пальцах навесного оборудования
Преимущества: нет необходимости в дополнительной гидролинии.
- гидравлические
Соединение происходит с помощью гидроцилиндра, которым управляет оператор из кабины машины.
Преимущества: оператор не покидает кабину; не требует дополнительных усилий при замене оборудования. 

## Эксплуатация
Различные варианты использования (крепление и освобождение ковшей и навесного оборудования) приводят к отличиям в конструкции. Можно разделить квик-каплеры на ручные, полуавтоматические и автоматические.
Ручные
Крепление и отсоединение выполняется с помощью инструмента, оператор должен покидать своё место.
Полуавтоматические
Для работы устройства используется гидравлическая система машины, необходимо вручную выполнять блокировку. Устройство блокировки (предохранительное устройство) предотвращает отделение ковша или навесного оборудования при отказе гидравлической системы или другом отказе оборудования. Блокировка обычно выполняется с помощью предохранительного штифта, в некоторых устройствах необходимо вручную перемещать рычаг квик-каплера.
Автоматические
Для работы квик-каплеров устройств этого типа используется гидравлическая система, они снабжена автоматическим предохранительным устройством. Как и в полуавтоматических квик-каплерах предохранительное устройство предотвращает отделение ковша или навесного оборудования при отказах систем